# Minutunguis silvestris
Genre
Espèce
Minutunguis silvestris, unique représentant du genre Minutunguis, est une espèce fossile d'araignées aranéomorphes de la famille des Araneidae.

## Distribution
Cette espèce a été découverte dans du copal de Madagascar. Elle date de l'Holocène,.

## Publication originale
- Wunderlich, 2011 : Some subrecent spiders (Araneae) in copal from Madagascar. Beiträge zur Araneologie, vol. 6, p. 445–460.